# Камбоджийский тикаль
Камбоджийский тика́ль или тика́л — денежная единица Камбоджи до 1878 года. Местное название — «бат».

## Этимология
Слово «тикаль» или «тикал» (в русском языке встречаются оба варианта — чаще «тикаль»), вероятно, происходит из санскрита (санскр. tankala), что означает «клеймёная серебряная монета» и является однокоренным с наименованиями таких денежных единиц, как тенге, танга, дангх, деньга, така и т.п. Однако, возможно, это слово имеет малайские корни (малайск. tikal) и является древним местным названием одной из единиц измерения массы и/или денежных единиц. В XVI веке это понятие начало использоваться португальцами сначала в Сиаме (в настоящее время — Таиланд), а затем в Бирме (в настоящее время — Мьянма) для обозначения как самих монет местной чеканки, так и содержащейся в них массы серебра, равной примерно половине тройской унции. Местное названия тикаля в Камбодже — «бат».

## Монеты
Первые собственные монеты на территории Камбоджи были отчеканены при короле Анг Дуонге (годы правления: 1841—1859). Иногда они называются «башенные монеты», поскольку на их аверсе был изображён храм с тремя башнями. Это были серебряные (весом около 3,4 грамма, равные 1⁄4 тикаля), медные (1 ат или 1⁄64 тикаля) и оловянные монеты (предположительно в 3 и 1⁄4 тикаля).
Король Нородом I (1860—1904), при котором Камбоджа стала французской колонией, приравнял 1 тикаль к 4 франкам. При нём были выпущены монеты с датой «1860», чьи номиналы следовали за французскими образцами:
- серебряные монеты: 1 тикаль (4 франка), 1 и 2 слинга (1⁄4 и 1⁄2 тикаля, эквивалент — 1 и 2 франков соответственно), 1 хваунг (1⁄8 тикаля, 50 сантимов) и 1 пай (1⁄16 тикаля, 25 сантимов);
- бронзовые монеты: 1 тьен (1⁄40 тикаля, 10 сантимов) и 30 касов (1⁄80 тикаля, 5 сантимов).

Иногда эта группа денежных знаков называется камбоджийским франком; возможно, они так и не были выпущены в обращение.
Банкноты в этот период в Камбодже не выпускались.
24 декабря 1878 года французские власти объявили денежной единицей Камбоджи индокитайский пиастр (в 1955 году заменён камбоджийским риелем), однако первые номинированные в новой валюте денежные знаки были выпущены в обращение только в 22 декабря 1886 года.